# Premi Ariel a la millor pel·lícula iberoamericana
El Premi Ariel a la millor pel·lícula iberoamericana és un premi atorgat per l'Academia Mexicana de Artes y Ciencias Cinematográficas (AMACC) des de 2000. Es dona en reconeixement de la millor pel·lícula produïda íntegrament en qualsevol país d'Iberoamèrica.

## Guardonats i nominats

### Dècada de 2000
| Any                             | Pel·lícula | País                             | Direcció |
| ------------------------------- | ---------- | -------------------------------- | -------- |
| 2000                            |            |                                  |          |
| O Primeiro Dia                  | Brasil     | Walter Salles i Daniela Thomas   |          |
| La vendedora de rosas           | Colòmbia   | Víctor Gaviria                   |          |
| Todo sobre mi madre             | Espanya    | Pedro Almodóvar                  |          |
| 2001                            |            |                                  |          |
| Solas                           | Espanya    | Benito Zambrano                  |          |
| Garage Olimpo                   | Argentina  | Marco Bechis                     |          |
| Ratas, ratones, rateros         | Equador    | Sebastián Cordero                |          |
| 2002                            |            |                                  |          |
| Miel para Oshún                 | Cuba       | Humberto Solás                   |          |
| Taxi para tres                  | Xile       | Orlando Lübbert                  |          |
| El bien esquivo                 | Perú       | Augusto Tamayo San Román         |          |
| 2003                            |            |                                  |          |
| El último tren                  | Uruguai    | Daniel Arsuaga                   |          |
| Como el gato y el ratón         | Colòmbia   | Rodrigo Triana                   |          |
| Nada +                          | Cuba       | Juan Carlos Cremata              |          |
| 2004                            |            |                                  |          |
| Los lunes al sol                | Espanya    | Fernando León de Aranoa          |          |
| Historias mínimas               | Argentina  | Carlos Sorín                     |          |
| El viaje hacia el mar           | Uruguai    | Guillermo Casanova               |          |
| 2005                            |            |                                  |          |
| Whisky                          | Uruguai    | Juan Pablo Rebella y Pablo Stoll |          |
| Machuca                         | Xile       | Andrés Wood                      |          |
| Te doy mis ojos                 | Espanya    | Icíar Bollaín                    |          |
| 2006                            |            |                                  |          |
| Sumas y restas                  | Colòmbia   | Víctor Gaviria                   |          |
| Play                            | Xile       | Alicia Scherson                  |          |
| Mar adentro                     | Espanya    | Alejandro Amenábar               |          |
| 2007                            |            |                                  |          |
| La vida secreta de las palabras | Espanya    | Isabel Coixet                    |          |
| En la cama                      | Xile       | Matías Bize                      |          |
| Alice                           | Portugal   | Marco Martins                    |          |
| 2008                            |            |                                  |          |
| XXY                             | Argentina  | Lucía Puenzo                     |          |
| Tropa de élite                  | Brasil     | José Padilha                     |          |
| Satanás                         | Colòmbia   | Andrés Baiz                      |          |
| 2009                            |            |                                  |          |
| Leonera                         | Argentina  | Pablo Trapero                    |          |
| Tony Manero                     | Xile       | Pablo Larraín                    |          |
| Perro come perro                | Colòmbia   | Carlos Moreno                    |          |

### Década de 2010
| Any                            | Pel·lícula | País                           | Direcció |
| ------------------------------ | ---------- | ------------------------------ | -------- |
| 2010                           |            |                                |          |
| El secreto de sus ojos         | Argentina  | Juan José Campanella           |          |
| La nana                        | Xile       | Sebastián Silva                |          |
| La teta asustada               | Perú       | Claudia Llosa                  |          |
| 2011                           |            |                                |          |
| José Martí: el ojo del canario | Cuba       | Fernando Pérez Valdés          |          |
| También la lluvia              | Espanya    | Icíar Bollaín                  |          |
| El hombre de al lado           | Argentina  | Mariano Cohn i Gastón Duprat   |          |
| 2012                           |            |                                |          |
| Pa negre                       | Espanya    | Agustí Villaronga              |          |
| Violeta se fue a los cielos    | Xile       | Andrés Wood                    |          |
| La hora cero                   | Veneçuela  | Diego Velasco                  |          |
| 2013                           |            |                                |          |
| Blancaneu                      | Espanya    | Pablo Berger                   |          |
| No                             | Xile       | Pablo Larraín                  |          |
| Pescador                       | Colòmbia   | Sebastián Cordero              |          |
| 2014                           |            |                                |          |
| Gloria                         | Xile       | Sebastián Lelio                |          |
| Wakolda                        | Argentina  | Lucía Puenzo                   |          |
| Melaza                         | Cuba       | Carlos Lechuga                 |          |
| 15 años y un día               | Espanya    | Gracia Querejeta               |          |
| Anina                          | Uruguai    | Alfredo Soderguit              |          |
| 2015                           |            |                                |          |
| Relatos salvajes               | Argentina  | Damián Szifron                 |          |
| Conducta                       | Cuba       | Ernesto Daranas                |          |
| La isla mínima                 | Espanya    | Alberto Rodríguez              |          |
| Mr. Kaplan                     | Uruguai    | Álvaro Brechner                |          |
| Pelo malo                      | Veneçuela  | Mariana Rondón                 |          |
| 2016                           |            |                                |          |
| El abrazo de la serpiente      | Colòmbia   | Ciro Guerra                    |          |
| El Clan                        | Argentina  | Pablo Trapero                  |          |
| O Lobo atrás da Porta          | Brasil     | Fernando Coimbra               |          |
| El club                        | Xile       | Pablo Larraín                  |          |
| Truman                         | Espanya    | Cesc Gay                       |          |
| 2017                           |            |                                |          |
| El ciudadano ilustre           | Argentina  | Mariano Cohn i Gastón Duprat   |          |
| Que Horas Ela Volta?           | Brasil     | Anna Muylaert                  |          |
| Anna                           | Colòmbia   | Jacques Toulemonde             |          |
| Sin muertos no hay carnaval    | Equador    | Sebastián Cordero              |          |
| Tarde para la ira              | Espanya    | Raúl Arévalo                   |          |
| 2018                           |            |                                |          |
| Una mujer fantástica           | Xile       | Sebastián Lelio                |          |
| Zama                           | Argentina  | Lucrecia Martel                |          |
| Aquarius                       | Brasil     | Kleber Mendonça Filho          |          |
| La mujer del animal            | Colòmbia   | Víctor Gaviria                 |          |
| Últimos días en La Habana      | Cuba       | Fernando Pérez Valdés          |          |
| 2019                           |            |                                |          |
| Pájaros de verano              | Colòmbia   | Ciro Guerra i Cristina Gallego |          |
| Campeones                      | Espanya    | Javier Fesser                  |          |
| El Ángel                       | Argentina  | Luis Ortega                    |          |
| La noche de 12 años            | Uruguai    | Álvaro Brechner                |          |
| Las herederas                  | Paraguai   | Marcelo Martinessi             |          |

### Dècada de 2020
| Any                    | Pel·lícula | País                    | Direcció |
| ---------------------- | ---------- | ----------------------- | -------- |
| 2020                   |            |                         |          |
| Dolor y gloria         | Espanya    | Pedro Almodóvar         |          |
| La odisea de los giles | Argentina  | Sebastián Borensztein   |          |
| A Vida Invisível       | Brasil     | Karim Aïnouz            |          |
| Monos                  | Colòmbia   | Alejandro Landes        |          |
| Retablo                | Perú       | Álvaro Delgado-Aparicio |          |

## Resum per país
Fins a l'edició corresponent a 2019, el país amb més premis Ariel a la millor pel·lícula iberoamericana ha estat Espanya, que també té el major nombre de nominacions. En la història d'aquests premis, dotze països han estat nominats i set han obtingut l'Ariel.
| №     | País      | Premis | Nominacions |
| ----- | --------- | ------ | ----------- |
| 1     | Espanya   | 7      | 15          |
| 2     | Argentina | 5      | 13          |
| 3     | Colòmbia  | 3      | 11          |
| 4     | Xile      | 2      | 11          |
| 5     | Brasil    | 2      | 6           |
| 6     | Cuba      | 2      | 6           |
| 7     | Uruguai   | 2      | 6           |
| 8     | Perú      | 0      | 3           |
| 9     | Equador   | 0      | 2           |
| 10    | Veneçuela | 0      | 2           |
| 11    | Paraguai  | 0      | 1           |
| 12    | Portugal  | 0      | 1           |
| Total | Total     | 23     | 77          |